# Kyriákos Mitsotákis
Kyriákos Mitsotákis (en grec moderne : Κυριάκος Μητσοτάκης), né le 4 mars 1968 à Athènes, est un homme d'État grec. Président du parti conservateur Nouvelle Démocratie (ND) depuis 2016, il est Premier ministre du 8 juillet 2019 au 25 mai 2023 et depuis le 26 juin 2023.
Fils de l'ancien Premier ministre Konstantínos Mitsotákis, il effectue une partie de ses études puis de sa carrière professionnelle à l'étranger, avant de suivre les pas de son père en politique. Député depuis 2004, il est ministre de la Réforme administrative et de la Gouvernance électronique de 2013 à 2015, dans le gouvernement d'Antónis Samarás.
En 2016, il est élu à la présidence de la Nouvelle Démocratie et devient ainsi le chef de l'opposition officielle. Trois ans plus tard, il devient Premier ministre après la victoire des conservateurs aux élections législatives. Son mandat à la tête du gouvernement grec est marqué par la reprise économique, mais aussi par un certain nombre de scandales.
Vainqueur des élections législatives de mai 2023, il échoue à obtenir une majorité absolue pour son parti et démissionne afin de provoquer la dissolution du Parlement. De nouvelles élections anticipées et organisées le mois suivant, sont à nouveau remportées largement par les conservateurs, qui obtiennent cette fois la majorité absolue.

## Situation personnelle

### Famille et études
Né à Athènes, Kyriákos Mitsotákis est le quatrième enfant de Konstantínos Mitsotákis, Premier ministre de Grèce de 1990 à 1993, et de Marika Giannoukou. Par son père, il est apparenté au « fondateur de la Grèce moderne », Elefthérios Venizélos.
Sa sœur aînée Dóra Bakoyánni suit les traces de leur père en politique, jusqu'à devenir maire d'Athènes puis ministre. Le fils de Dóra et neveu de Kyriákos, Kóstas Bakoyánnis, entretient le rapport familial à la politique en étant, à son tour, élu maire de la capitale en 2019,,.
Lorsque Kyriákos Mitsotákis naît, sa famille est placée en résidence surveillée par la junte militaire au pouvoir. Alors qu'il n'est âgé que de six mois, ses parents choisissent de quitter la Grèce pour s'exiler à Paris, en France ; la famille Mitsotákis ne revient à Athènes qu'après le rétablissement de la démocratie, en 1974.
Ses études ont une dimension internationale : en 1986, il sort diplômé de l'Athens College, un établissement privé de la capitale grecque prisé des élites institutionnelles, économiques et politiques du pays. Dès lors, il poursuit ses études supérieures aux États-Unis, à l'université Harvard, où il étudie les sciences sociales. Entre 1992 et 1993, il y suit des cours de relations internationales à l'université Stanford, où il obtient une maîtrise. Enfin, de 1993 à 1995, il complète son cursus universitaire par un séjour à la Harvard Business School, sanctionné par une maîtrise en administration des affaires (MBA).
En 1997, il épouse Mareva Grabowski, une vedette des médias d'ascendance polonaise. Trois enfants naissent de ce mariage. En 2012, elle crée la marque de luxe Zeus+Dione.
Kyriákos Mitsotákis parle grec, anglais, français et allemand.

### Carrière professionnelle
Entre 1990 et 1991, Kyriákos Mitsotákis travaille comme analyste financier pour la division consacrée à la finance d'entreprise de la section londonienne de la Chase Manhattan Bank. Il n'y travaille que quelques mois durant, retournant en Grèce pour s'acquitter de son service national, qu'il effectue au sein de la Force aérienne grecque. À partir de 1995, il reprend ses activités internationales en travaillant pour la société de conseil McKinsey & Company ; il se voit confier des missions touchant aux secteurs des télécommunications et des services financiers. Deux ans plus tard, il entame une collaboration avec la société Alpha Ventures, une filiale de l'Alpha Bank, qui fait de lui son responsable des investissements.
En 1999, Kyriákos Mitsotákis fonde NBG Venture Capital, rattachée à la Banque nationale de Grèce, dont il est le directeur général jusqu'en 2003, date à laquelle il quitte cette fonction pour entrer en politique et préparer sa candidature aux prochaines élections législatives.  

## Parcours politique

### Député d'Athènes et ministre
Kyriákos Mitsotákis entre en politique peu avant les élections législatives de 2000, lorsqu'il travaille pour la campagne de la Nouvelle Démocratie ; le parti de droite est toutefois battu par le Mouvement socialiste panhellénique. Quatre ans plus tard, cette fois-ci candidat aux  élections législatives, Kyriákos Mitsotákis est largement élu député de la deuxième circonscription d'Athènes. Sa trajectoire est toutefois relativement discrète, à l'inverse de celle de sa sœur, Dóra Bakoyánni, considérée pour sa part comme une figure montante de la droite grecque.
Kyriákos Mitsotákis acquiert réellement une notoriété lorsqu'il se voit confier, le 24 juin 2013, son premier portefeuille ministériel ; à l'occasion d'un remaniement, le Premier ministre conservateur Antónis Samarás le nomme ministre des Réformes administratives et de l'Administration électronique. À cette fonction, il met en œuvre la continuité d'une rigoureuse politique de réformes, conduisant une réorganisation fonctionnelle des institutions de l'État ; il encourage, par ailleurs, une réduction drastique du personnel et des compétences de la fonction publique ainsi qu'une refonte structurelle de l'administration fiscale.
La victoire de SYRIZA aux élections législatives de janvier 2015 le conduit à quitter ses fonctions gouvernementales. Il se consacre pleinement à son mandat parlementaire. Désigné représentant de la Nouvelle Démocratie au Parlement, il critique sévèrement la conduite du nouveau gouvernement de gauche radicale, s'en prenant particulièrement au ministre des Finances Yánis Varoufákis qu'il accuse de compromettre la position du pays face à ses partenaires européens.

### Président de Nouvelle Démocratie et chef de l'opposition

#### Élection à la tête de Nouvelle Démocratie
Aux élections législatives de janvier 2015, Kyriákos Mitsotákis est élu député sur la liste de la Nouvelle Démocratie dans la deuxième circonscription d'Athènes. Il est désigné représentant parlementaire de Nouvelle Démocratie pour la XVIe législature. Il devient président du parti conservateur Nouvelle Démocratie le 10 janvier 2016, à l'issue de l'élection interne de 2015-2016, et du même coup chef de l'opposition officielle. Il choisit comme vice-président Ádonis Georgiádis, ancien membre de LAOS. Míkis Vorídis, également issu de LAOS et ayant dirigé un groupe de jeunesse nostalgique de la dictature des colonels, fait aussi partie de son cabinet. Le journaliste Dimitris Psarras, spécialiste de l'extrême droite grecque, note ainsi que « sous Mitsotakis, Nouvelle Démocratie n'est plus un parti de droite européen classique » et a « des liens forts avec l'extrême droite. »

#### Élections européennes de 2019
En vue des élections européennes de mai 2019, Kyriákos Mitsotákis mène campagne sur des thématiques nationalistes, fustigeant entre autres l'accord de Prespa sur le nom de la Macédoine et critiquant les politiques d'accueil des exilés. Son parti arrive en tête du scrutin (33,1 % des voix), étant notamment parvenu à reprendre des voix à Aube dorée.

### Élections législatives de 2019
Crédité de 39,8 % des suffrages aux élections législatives anticipées de juillet 2019, Kyriákos Mitsotákis remporte une nette victoire. Durant la campagne, il promet de baisser la TVA, les impôts sur les bénéfices des entreprises, l'accélération des privatisations, l'externalisation de certains services publics et la mise en place d'un programme d'« évaluation » des fonctionnaires.

### Premier mandat de Premier ministre

#### Formation du gouvernement
Le 8 juillet, au lendemain du scrutin législatif, Kyriákos Mitsotákis est nommé Premier ministre par le président de la République, Prokópis Pavlópoulos. Son gouvernement prend ses fonctions le lendemain. À la différence de son prédécesseur Alexis Tsipras, il choisit de prêter serment sur la Bible plutôt que sur la Constitution.
Le secrétariat général chargé de l'intégration des Roms est supprimé et celui de l'égalité des genres voit réduire son champ d'action, suscitant les critiques des mouvements féministes qui déplorent par ailleurs la nomination de seulement cinq femmes au sein du nouveau gouvernement.
La nomination de personnalités issues de la mouvance néo-fasciste à la tête de ministères a été froidement accueillie à l'étranger et par la communauté juive de Grèce. Israël a ainsi annoncé qu'il ne coopérerait pas avec le ministre de l'Agriculture, Mavroudís Vorídis. « Kyriakos Mitsotakis est arrivé au pouvoir en contentant les différentes tendances à droite : les conservateurs traditionnels, les ultralibéraux et l'aile droite autoritaire et xénophobe. Cet équilibre maîtrisé est perceptible dès les premiers jours au pouvoir de son gouvernement », estime Filippa Chatzistavrou, chercheuse en science politique à la Fondation hellénique pour la politique étrangère et européenne. Il fait entrer dans son gouvernement trois autres personnalités d'extrême droite le 31 août 2021, ce qui fait à nouveau polémique. Le nouveau ministre de la santé, Thános Plévris, s'était illustré par le passé par des propos ouvertement antisémites.

#### Réformes économiques
Au mois d'août 2019, une réforme du droit du travail est adoptée. Elle prévoit la possibilité pour un employeur de licencier ses salariés sans avoir à motiver sa décision, ni à prévenir préalablement les personnes concernées. La brigade antifraude de l'administration fiscale est supprimée, et ses employés intégrés au ministère des Finances, ce qui pourrait réduire leur marge de manœuvre.
Kyriákos Mitsotákis lance à partir de 2019 une vague de privatisations, dont notamment celles d'infrastructures touristiques, de terres côtières, et des parts détenus par l'État dans les entreprises de gaz et d'électricité et de l'aéroport d'Athènes. D'autre part, une réforme fiscale visant à faire du pays « une terre d’accueil pour les milliardaires et les citoyens les plus fortunés », relève le Financial Times, est mise sur pied. Il s'agit d'attirer les investissements en proposant de faibles taux d'imposition. Une clause protégera les bénéficiaires de cette politique fiscale contre les éventuels changements de politique mis en place par de futurs gouvernements. Le premier ministre annonce aussi une baisse de la taxe foncière de 22 % en moyenne. L'allégement de cet impôt est surtout bénéfique aux plus grands propriétaires.
Le « grand projet de loi sur la croissance », adopté durant l'été 2020, prévoit la restriction du droit de grève et la suppression des conventions collectives, qui avaient déjà été suspendues en 2012 à la demande de la troïka puis rétablies par le gouvernement Tsipras.
En mai 2022, dans un contexte de hausse de l'inflation (près de 10 % sur un an) et de mobilisation des syndicats, le gouvernement augmente le salaire minimum à 713 euros brut par mois, soit une hausse de 50 euros, et revalorise certaines aides sociales. Cette annonce est accueillie favorablement par le patronat, qui y voit un moyen de relancer la croissance économique, mais avec réserves par les syndicats et partis de gauche, qui la jugent insuffisante. En 2022, près de 60 % des salariés déclarent avoir réduit leur consommation de produits alimentaires de base en raison de la hausse des prix, tandis que 74 % disent avoir diminué leur consommation de chauffage ou d'électricité.

#### Immigration
Les priorités du gouvernement en matière d'immigration sont de « renforcer la protection des frontières grecques et européennes » et d'être plus strict sur l'octroi de l'asile en Grèce pour faciliter les expulsions vers la Turquie.
La prise en charge des soins hospitaliers pour les étrangers sans ressources est supprimée et la période pendant laquelle les réfugiés ayant obtenu l'asile peuvent résider dans des logements sociaux passe de six mois à un mois.
Kyriákos Mitsotákis annonce en 2023 l'extension de 35 km du mur de séparation avec la Turquie, ce qui permettra de recouvrir la quasi-totalité de la frontière de 192 km entre les deux pays, ainsi que le déploiement de gardes-frontières supplémentaires. Il demande à l'Union européenne de contribuer à financer ce projet, évalué à au moins 100 millions d'euros.
Les autorités grecques sont régulièrement accusées de pratiquer des refoulements de demandeurs d'asile, en violation du droit international, malgré les dénégations de Kyriákos Mitsotákis. Des vidéos montrent des garde-côtes grecs placer des demandeurs d'asile, y compris des enfants, sur de petits bateaux gonflables avant de les abandonner en mer. Le Haut-Commissariat des Nations unies aux droits de l'homme s'est déclaré « gravement préoccupé par les refoulements continus et systématiques à la frontière entre la Grèce et la Turquie », rappelant que ces pratiques viennent enfreindre le droit international.

#### Environnement
Sur les questions environnementales, le gouvernement assouplit la législation afin de faciliter l'exploration pétrolière.

#### Défense et sécurité
Le gouvernement prévoit de recruter de 1 500 policiers, la construction de prisons de haute sécurité et plus de sévérité dans les allégements de peines et les permissions accordées aux détenus. Sur la période 2018 à 2020, la Grèce est devenue le quatrième pays d'Europe en termes de densité des forces de l'ordre, avec 525 policiers pour 100 000 habitants.
Les dépenses militaires sont augmentées de 60 % pour l'année 2021 dans un contexte de tensions avec la Turquie de Recep Tayyip Erdoğan.

#### Éducation
Dans le domaine éducatif, de nouvelles lois viennent supprimer des programmes du secondaire la sociologie et les arts, mais renforcent le grec ancien et la place de la religion. Une force spéciale de police est créée début 2021 pour patrouiller sur les campus universitaires; elle doit être constituée d'un millier de policiers munis de matraques et de "sprays" anti-agression. Des manifestations d'étudiants et d'universitaires ont contesté cette mesure. Le coût de cette brigade − 20 millions d'euros par an, alors que le budget annuel de l'enseignement supérieur est de 91,6 millions d'euros − a été critiqué.

#### Santé
Le budget consacré à la santé est diminué de près de 20 % pour 2021, ce qui suscite une polémique dans un contexte de pandémie de Covid-19 .

#### Restriction de la liberté de la presse
En 2022, la Grèce est classée 108e sur 180 pays dans le monde dans le classement annuel de Reporters sans frontières (RSF), ayant perdu 42 places depuis l'entrée en fonction de Kyriákos Mitsotákis. En 2023, un rapport de la Commission des libertés civiles, de la justice et des affaires intérieures (LIBE) du Parlement européen souligne que l'État de droit et la liberté de la presse sont « gravement menacés » en Grèce. Le rapport pointe en particulier la concentration des médias entre les mains de quelques oligarques, les restrictions imposées aux ONG et aux journalistes qui traitent de la question migratoire, l'usage de logiciels espions illégaux contre des journalistes, les poursuites judiciaires et l'inculpation de journalistes, la remise en cause du système d’équilibre des pouvoirs et la faible efficacité de la justice.

#### Scandale des écoutes téléphoniques
En juillet 2022, les services de cybersécurité du Parlement européen ont repéré des traces d'un logiciel espion sur le téléphone portable de l'eurodéputé socialiste Nikos Androulakis, ce qui conduit à faire connaitre l'affaire des écoutes dont ont été victimes des dirigeants de l'opposition et des journalistes, qui ont été espionnés par les services de renseignement grecs (EYP).
Face au scandale, le secrétaire général du bureau du premier ministre qui est également son neveu, Grigoris Dimitriadis, et Panagiotis Kontoleon, le directeur des services de renseignement, démissionnent tous deux. Kyriákos Mitsotákis se défend pour sa part d'être impliqué dans cette affaire, puis accuse son prédécesseur Alexis Tsipras de l'avoir aussi mis sur écoute lorsqu'il était au pouvoir tout en affirmant la nécessité d’avoir un service de renseignement efficace face à un voisin comme la Turquie. Le refus du premier ministre de reconnaitre sa responsabilité, alors qu'il avait dès son arrivée à la tête du gouvernement placé l'EYP — rattaché auparavant au ministère de l'intérieur — directement sous son autorité, accentue la polémique.
Au Parlement, 142 députés votent en faveur de l'ouverture d'une enquête parlementaire : « L'espionnage des politiciens, des personnalités publiques, des journalistes et des hommes d'affaires n'est pas normal… Nous avons un premier ministre qui ne savait pas […], qui ne répond pas, qui refuse de prendre ses responsabilités politiques et continue de vouloir camoufler le scandale des écoutes », a dénoncé le président du groupe parlementaire socialiste.

#### Mort du roi Constantin II de Grèce
Le 10 janvier 2023, après la mort de Constantin II, dernier roi des Hellènes, Kyriákos Mitsotákis s'oppose avec la présidente de la République Ekateríni Sakellaropoúlou à l'organisation de funérailles nationales, ce que Constantin II avait souhaité. Il affirme que la mort de l'ancien souverain marque « l'épilogue formel d'un chapitre qui s'est définitivement clos avec le référendum de 1974 ». Ce choix est critiqué par une partie de la classe politique et médiatique grecque, le journaliste Christos Zampounis estimant que « le gouvernement a basé sa décision sur des critères pré-électoraux » à quelques mois des élections législatives. Malgré l'interdiction faite par Kyriákos Mitsotákis aux membres de son parti et du gouvernement d'assister aux obsèques du roi Constantin II, le vice-Premier ministre Panagiótis Pikramménos, la ministre de la Culture et des Sports Lína Mendóni, le ministre de l'Intérieur Mákis Vorídis, l'ancien Premier ministre Antónis Samarás ainsi qu'une dizaine de députés grecs issus de la Nouvelle Démocratie se présentent à la cérémonie,, qui est retransmise par plusieurs chaînes de télévision grecques ainsi que par Ellinikí Radiofonía Tileórasi (ERT).

#### Élections législatives de mai 2023 et de juin 2023
Le 21 mai 2023, Nouvelle Démocratie remporte une large victoire aux élections législatives avec 40,79 % des suffrages exprimés, échouant de peu à obtenir la majorité absolue des sièges au Parlement. Le parti du Premier ministre Kyriákos Mitsotákis réunit ainsi plus du double des suffrages de SYRIZA, arrivé deuxième devant le PASOK - Mouvement pour le changement (PASOK-KINAL) et le Parti communiste de Grèce (KKE). Solution grecque (EL) progresse légèrement, tandis que le Front de désobéissance réaliste européen (MeRA25) échoue à franchir le seuil électoral de 3 % et perd toute représentation au Parlement. Bénéficiant de la mise hors la loi d'une large part de l'extrême droite, le Mouvement démocrate patriote - Victoire (NIKH) frôle les 3 % sans pour autant les franchir,,.
Le scrutin est une victoire pour Kyriákos Mitsotákis. Si sa formation n'obtient pas seule la majorité, les bons résultats de Nouvelle Démocratie ainsi que la désunion de l'opposition rendent en effet peu probable la formation d'un gouvernement sans sa participation. Le Premier ministre se retrouve ainsi en position de bloquer les négociations, ce qui devrait lui permettre de mettre en œuvre son projet annoncé de tenue de nouvelles élections. Organisées par un gouvernement de transition, ces dernières verront le retour d'un système de prime majoritaire qui, bien qu'atténué par rapport au système auparavant en vigueur, devrait permettre à Nouvelle Démocratie d'obtenir, seule, la majorité absolue si elle renouvelle ses bons résultats en arrivant en tête avec une avance similaire,,.
Le 24 mai, la présidente de la République, Ekateríni Sakellaropoúlou, nomme le président de la Cour des comptes, Ioánnis Sarmás, Premier ministre et le charge de former ce gouvernement de transition en vue de l'organisation de nouvelles élections en juin. Les deux jours précédents, Kyriákos Mitsotákis, Aléxis Tsípras et Níkos Androulákis avaient successivement refusé le mandat exploratoire de la présidente pour former un nouvel exécutif. Cinq jours plus tard, les élections sont convoquées par décret présidentiel le 25 juin 2023. Kyriákos Mitsotákis obtient une large victoire lors des élections législatives du 25 juin, son parti, Nouvelle Démocratie, arrivant en tête dans toutes les circonscriptions à l'exception des Rhodopes, au Nord-Est. Cette victoire lui permet de commencer son second mandat avec les coudées franches, face à une opposition très affaiblie.

### Second mandat de Premier ministre

#### Nomination et formation du gouvernement
Kyriákos Mitsotákis est nommé Premier ministre le 26 juin 2023 par la présidente Ekateríni Sakellaropoúlou et forme son second gouvernement le lendemain 27 juin.

#### Légalisation du mariage homosexuel
Kyriákos Mitsotákis soutient la légalisation du mariage homosexuel en Grèce, votée le 15 février 2024 par le Parlement, par 176 voix contre 76,.